# Palácio Fukiage
O Palácio Fukiage (japonês: 吹上御所, Hepburn: Fukiage Gosho) é a residência principal do Imperador do Japão, localizado no Jardim Fukiage, no terreno do Palácio Imperial de Tóquio.

## Estrutura e função do edifício
Projetado por Shōzō Uchii, foi concluído em 1993 a um custo de ¥5,6 bilhões (US$ 52 milhões, equivalente a US$ 110 milhões em 2023). Uma estrutura de concreto armado, tem uma área de aproximadamente 4 940 m2 (53 000 sq ft). Consiste em sessenta e dois quartos distribuídos em três andares, incluindo um subsolo.
Ele tem três alas principais:
- Uma ala residencial de apartamentos privados no lado leste, consistindo de dezessete cômodos, em uma área total de 870 m2 (9 400 sq ft).
- Uma ala de trinta e duas salas de escritório no lado norte.
- Uma ala dedicada a recepções de hóspedes no lado sul, consistindo de onze cômodos.

Este palácio é onde o imperador mora, não deve ser confundido com o palácio principal (宮殿, Kyūden), onde acontecem várias funções e recepções da corte imperial, e onde acontecem a maioria dos jantares com chefes de Estado estrangeiros.

## Nome oficial
De acordo com as convenções de nomenclatura imperiais, foi renomeado Palácio Fukiage Sento (吹上仙洞御所, Fukiage Sentō Gosho) quando o imperador Akihito abdicou em 30 de abril de 2019. Akihito deixou o palácio em 31 de março de 2020. Seu filho Naruhito mudou-se para lá em setembro de 2021. Quando o imperador reside, é simplesmente referido como Palácio Imperial (御所, Gosho).